# T. V. Soong
Soong Tse-ven ou Soong Tzu-wen (chinês: 宋子文, pinyin: Sòng Zǐwén; 4 de dezembro de 1891 - 26 de abril de 1971) foi um proeminente empresário e político da República da China no início do século XX. Seu nome cristão foi Paul, mas ele é normalmente conhecido em inglês como T. V. Soong. Seu pai foi Charlie Soong, sendo portanto, irmão das três irmãs Soong e cunhado do Dr. Sun Yat-sen, do Generalíssimo Chiang Kai-shek e do financista H. H. Kung.
Nascido em Xangai e formado pela Universidade de Harvard, recebendo seu PhD na Universidade de Columbia, retornou à China para trabalhar no setor privado. Durante o governo nacionalista do Kuomintang foi governador do Banco Central da China e  Ministro das Finanças (1928-1931, 1932-1933), Ministro das Relações Exteriores (1942-1945) e Presidente do Yuan Executivo (1930, 1945-1947). Foi líder da delegação chinesa na Conferência das Nações Unidas em San Francisco em 1945 que deu origem à Organização das Nações Unidas.
Com a derrota dos nacionalistas na Guerra Civil Chinesa, se mudou para Nova Iorque onde viveu até sua morte, aos 77 anos.